# Chalinolobus tuberculatus
Chalinolobus tuberculatus is een vleermuis die voorkomt in Nieuw-Zeeland, waar hij door het praktische ontbreken van andere vleermuizen in de meest uiteenlopende habitats te vinden is. Waarschijnlijk is deze gladneus het nauwste verwant aan C. picatus uit Australië.
Johann Reinhold Forster ontdekte deze vleermuis in Nieuw-Zeeland op 22 mei 1773. Forster beschreef ze met de wetenschappelijke naam Vespertilio tuberculatus in zijn manuscript, dat pas in 1844 postuum werd uitgegeven. Wilhelm Peters stelde in 1866 dat deze vleermuis niet behoorde tot het geslacht Vespertilio maar tot een nieuw geslacht, dat hij Chalinolobus noemde. Vespertilio tuberculatus werd dan de typesoort van het nieuwe geslacht Chalinolobus.
Deze soort slaapt in bomen en grotten. Vroeger werden er duizenden vleermuizen gevonden in een enkele boom, maar tegenwoordig zijn de kolonies kleiner, meestal niet meer dan 50 dieren. Deze soort eet waarschijnlijk voornamelijk insecten die op de vleugels worden gevangen. C. tuberculatus kan zo'n 65 km/h vliegen en per nacht in een gebied van ongeveer 100 vierkante kilometer jagen. Deze vleermuis komt uit zijn slaapplaats als het nog licht is en blijft vliegen tot even na zonsopgang. In de koudere delen van het verspreidingsgebied houdt dit dier een winterslaap van vier tot vijf maanden. Vrouwtjes krijgen tussen december en februari één jong, dat na zes tot acht weken volwassen is. De kop-romplengte bedraagt 45 tot 50 mm, de staartlengte 40 tot 43 mm, de voorarmlengte 37,4 tot 44,4 mm, de oorlengte 8 tot 14 mm en het gewicht 7 tot 10 gram.